# Richard Taswell Richardson
Richard Taswell Richardson (* 9. August 1852 in Broughton; † 16. Mai 1930 in Capenhurst) war ein englischer Jurist und Tennisspieler.

## Leben
Richardson wurde 1852 als ältester Sohn des Pastors Richard Richardson und seiner Frau Fanny geboren. Er besuchte das Marlborough College und begann danach ein Jurastudium an der University of Oxford, das er 1875 abschloss. Als Anwalt trat er 1879 der Kammer Inner Temple bei.
Als passionierter Tennisspieler nahm er von 1880 bis 1883 an den Wimbledon Championships teil. 1882 erreichte er dort das Finale des All-Comers-Wettbewerbs, musste sich jedoch Ernest Renshaw geschlagen geben. Von 1880 bis 1883 konnte er die Northern Association Championships, die abwechselnd in Manchester und Liverpool ausgetragen wurden, gewinnen.
Er starb 1930 in Capenhurst bei Ellesmere Port.

## Einzeltitel
| Nr. | Jahr | Stadt                                           | Finalist             | Ergebnis                 |
| --- | ---- | ----------------------------------------------- | -------------------- | ------------------------ |
| 1.  | 1880 | Northern Association Championships (Liverpool)  | Walter Edwin Fairlie | 6:0, 6:3, 6:0            |
| 2.  | 1881 | Northern Association Championships (Manchester) | John Comber          | 6:1, 6:1, 6:0            |
| 3.  | 1882 | Northern Association Championships (Liverpool)  | Ernest Renshaw       | 6:1, 3:6, 5:7, 6:4, 11:9 |